# Idaea indeprensa
Idaea indeprensa är en fjärilsart som beskrevs av Louis Beethoven Prout 1925. Idaea indeprensa ingår i släktet Idaea och familjen mätare. Inga underarter finns listade i Catalogue of Life.